# Aglaocetus
Aglaocetus — це рід вимерлих містицетів, відомих з міоцену Патагонії, Східного узбережжя США, Японії та низьких країн. Колись вважався членом Cetotheriidae разом з багатьма іншими передбачуваними цетотерами, але нещодавно було визнано, що він представляє відмінну від справжніх Cetotheriidae родину.

## Види

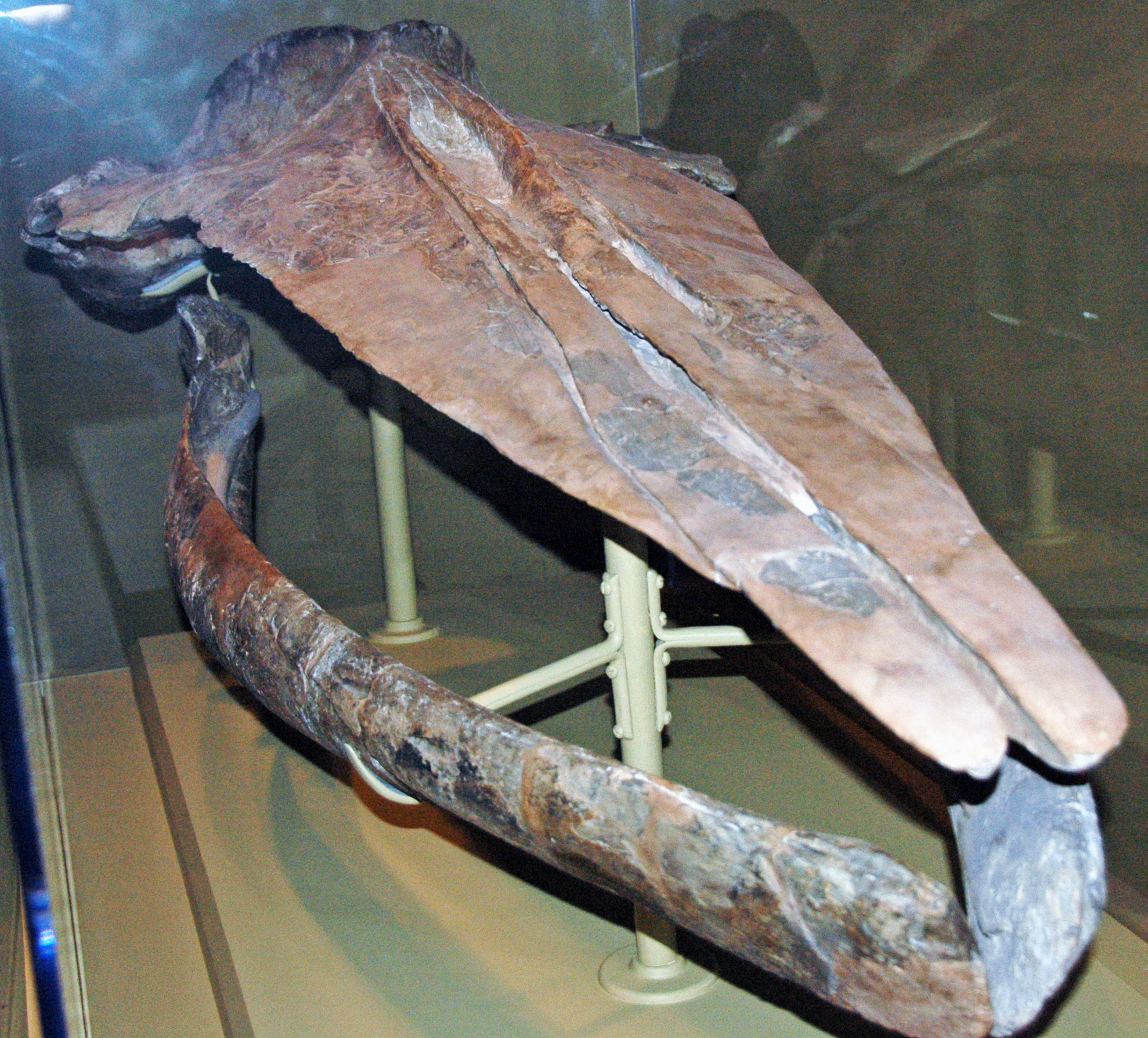
Вид спереду черепа A. moreni

Наразі є чотири визнані дійсні види: Aglaocetus moreni, A. latifrons, A. burtini та A. rotundus.
Типовий вид, Aglaocetus moreni, спочатку був описаний як вид Cetotherium, але пізніше був визнаний відмінним від останнього. «Aglaocetus» patulus, описаний з формації Калверт Ремінгтоном Келлогом у 1968 році, був знайдений Бісконті та ін. (2013) в іншій філогенетиці, ніж види типу Aglaocetus. У 2020 році A. patulus було перейменовано в Atlanticetus.